# Bataille de Schellenberg
 (novembre 2013).
Si vous disposez d'ouvrages ou d'articles de référence ou si vous connaissez des sites web de qualité traitant du thème abordé ici, merci de compléter l'article en donnant les références utiles à sa vérifiabilité et en les liant à la section « Notes et références ».
Guerre de la Ligue d'Augsbourg
Batailles
Campagnes de Flandre et du Rhin
- Landau (1702)
- Friedlingen (1702)
- Kehl (1703)
- Ekeren (1703)
- Höchstädt (1703)
- Spire (1703)
- Schellenberg (Donauworth) (1704)
- Blenheim (1704)
- Landau (1704)
- Vieux-Brisach (1704)
- Eliksem (1705)
- Ramillies (1706)
- Stollhofen (1707)
- Cap Béveziers (1707)
- Cap Lizard (1707)
- Audenarde (1708)
- Wynendaele (1708)
- Lille (1708)
- Gand (1708)
- Malplaquet (1709)
- Douai (1710)
- Bouchain (1711)
- Denain (1712)
- Bouchain (1712)
- Douai (1712)
- Landau (1713)
- Fribourg (1713)

Campagnes d'Italie
- Carpi (1701)
- Chiari (1701)
- Crémone (1702)
- Luzzara (1702)
- Verceil (1704)
- Cassano (1705)
- Nice (1705-1706)
- Calcinato (1706)
- Turin (1706)
- Castiglione (1706)
- Toulon (1707)
- Gaeta (1707)
- Cesana (1708)
- Syracuse (1710)

Campagnes d'Espagne et de Portugal
- Cadix (1702)
- Vigo (navale 1702)
- Cap de la Roque (1703)
- Gibraltar (août 1704)
- Ceuta (1704) (es)
- Málaga (1704)
- Gibraltar (1704-1705)
- Marbella (1705)
- Montjuïc (1705)
- Barcelone (1705)
- Badajoz (1705)
- Barcelone (1706)
- Murcie (1706) (es)
- El Albujón (1706) (es)
- Santa Cruz de Ténérife (1706) (en)
- Almansa (1707)
- Xàtiva (1707)
- Ciudad Rodrigo (1707) (en)
- Lérida (1707)
- Tortosa (1708)
- Minorque (1708)
- Gudiña (1709)
- Almenar (1710)
- Saragosse (1710)
- Brihuega (1710)
- Villaviciosa (1710)
- Barcelone (1713-1714)

Campagnes de Hongrie
- Saint-Gotthard (1703) (en)
- Biskupice (1704) (en)
- Smolenice (1704) (en)
- Koroncó (1704) (en)
- Zsibó (1705) (en)
- Saint-Gotthard (1705) (en)
- Trenčín (1708) (en)

Antilles et Amérique du sud
- Santa Marta (1702)
- Guadeloupe (1703)
- Nassau (1703)
- Colonia del Sacramento (1704)
- Carthagène (1708)
- Rio (1710)
- Carthagène (1711)
- Rio (1711)
- Cassard (1712)

La bataille de Schellenberg, ou bataille de Donauwörth, eut lieu le 2 juillet 1704, au cours de la guerre de Succession d'Espagne. La France et la Bavière furent vaincues par une force alliée.

## Prélude
En 1703, le maréchal de Villars avait conseillé à Maximilien-Emmanuel de Bavière, électeur de Bavière de fortifier ses villes « et surtout le Schellenberg, ce fort au-dessus de Donauwörth, dont le grand Gustave nous a enseigné l'importance. ». En dépit de ce conseil, l'électeur de Bavière, dont les rapports avec Villars s'étaient dégradés, négligea de réparer et de renforcer les défenses sur les hauteurs du Schellenberg.
Lorsque Maximilien-Emmanuel se rendit compte que Donauwörth allait être attaqué, il chargea un officier piémontais, Jean-Baptiste d'Arco, de renforcer les défenses de la ville et de tenir le Schellenberg.
La nuit du 1er au 2 juillet, les alliés campèrent à Amerdingen, à vingt-deux kilomètres de Donauwörth, quand Marlborough reçut un message pressant du prince Eugène de Savoie l'informant que le maréchal de Tallard marche avec trente cinq mille hommes à travers la Forêt-Noire pour renforcer le maréchal de Marsin et l'électeur de Bavière sur le Danube. Ces nouvelles persuadèrent Marlborough qu'il était inutile d'envisager un siège prolongé. En dépit des protestations du margrave de Bade, arguant qu'un assaut direct ferait beaucoup de victimes, le duc planifia immédiatement l'assaut de la position. 
Sachant l'ennemi à Amerdingen, le général d'Arco fut conscient qu'il ne lui reste qu'un jour plein et une nuit pour préparer ses défenses. Aux premières heures du 2 juillet, l'armée alliée commença à lever le camp pour marcher sur Donauwörth. 

## Les forces en présence
Marlborough surveilla personnellement la constitution d'une première force d'assaut de cinq mille huit cent cinquante grenadiers, prélevant environ cent trente soldats dans chaque bataillon placé sous son commandement. Cette force, avec trente deux escadrons d'appui, fut commandée par le général hollandais Johan Wigand van Goor. Une deuxième vague d'attaque fut composée de huit bataillons britanniques, néerlandais, hanovriens et hessois, commandé par Henry Lumley et des trente cinq escadrons de cavalerie et de dragons britanniques et hollandais du comte Reynard van Hompesch. Le margrave de Bade marcha à un rythme moins soutenu derrière l'avant-garde de Marlborough, avec son unité. 
D'Arco et son second, Francesco Scipione, marquis de Maffei, se sont vu confier douze mille hommes du camp Franco-Bavarois de Dillingen. La plupart provenant des meilleurs unités bavaroises, dont la garde et le régiment du prince électeur, menés par des officiers vétérans. Au total, la garnison défendant le Schellenberg comprenait seize bataillons bavarois et sept bataillons français d'infanterie, six escadrons français et trois escadrons de dragons bavarois, soutenus par seize canons. En outre, Donauwörth était tenue par un bataillon français et deux bataillons de milice bavaroise.

## Le champ de bataille

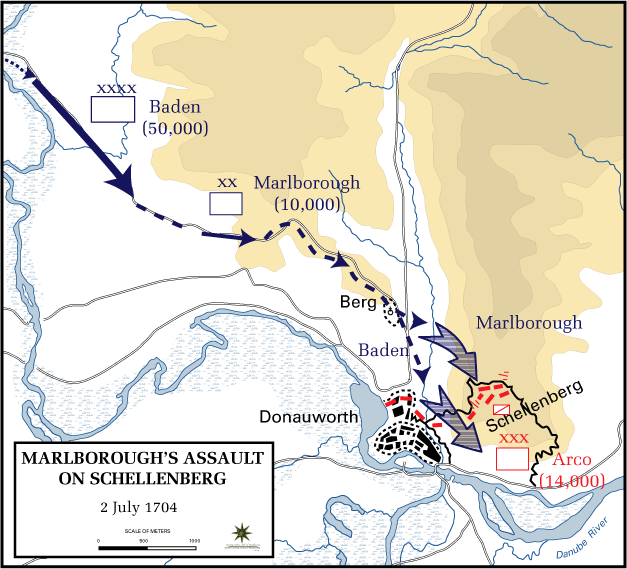
L'assaut du Schellenberg par les troupes de Marlborough.

Les hauteurs du Schellenberg dominèrent l'horizon au nord-est de Donauwörth, ville située au confluent du Wörnitz et du Danube. Avec le flanc de la colline protégé par les bois denses et impénétrables de Boschberg, le fleuve Wörnitz et les marais, qui protégèrent les contreforts méridionaux et occidentaux, son sommet plat formant un ovale d'un demi mille de diamètre, le Schellenberg offrait une situation privilégiée pour n'importe quel défenseur. Cependant, ses défenses, vieilles de soixante-dix ans, comprenant un fort construit par Gustave Adolphe de Suède pendant la guerre de Trente Ans, avaient été négligées et sont dans un état de décrépitude. Les murs de Donauwörth n'étaient pas en meilleur état et manquaient de la sophistication, souvent attribuée au génie militaire de Vauban.
Pendant que les Alliés étaient en marche, les travauxl sur les défenses de Schellenberg et de Donauwörth avancèrent sérieusement. Les canons furent montés, des palissades furent construites autour du périmètre de la position et des fossés furent creusés devant les palissades pour les rendre doublement plus efficaces. À neuf heures le 2 juillet, d'Arco fut informé de l'avance alliée et commanda à son infanterie d'aider promptement aux préparatifs de défense. Un chroniqueur français de l'époque, le colonel Jean Martin de la Colonie, écrira que « nous manquions de temps pour accomplir tout cela d'une manière satisfaisante ».
Bien que ralentis par les routes boueuses, les Alliés traversèrent le fleuve Wörnitz à Ebermorgen au milieu de l'après-midi. Marlborough commanda à son chef d'état-major, le général William Cadogan, de construire un camp dès qu'il fut arrivé aux abords de Donauwörth, à la vue du Schellenberg, de manière à laisser croire à l'ennemi qu'il s'apprêtait à mener un siège. 
Pendant que les colonnes alliées avancèrent avec l'intention de lancer immédiatement l'assaut, elles furent repérées par les avant-postes bavarois, qui, après avoir mis le feu au hameau de Berg, se précipitèrent pour déclencher l'alarme. Le général d'Arco interrompit son déjeuner et se précipita vers le sommet du Schellenberg. Persuadé d'avoir encore un jour et une nuit pour finir les défenses, il constata avec stupéfaction que Cadogan s'était déjà bien installé pendant qu'il déjeunait confortablement avec le colonel Dubordet, le commandant français de Donauwörth.

## La bataille

### Manœuvres initiales
Marlborough savait bien qu'une attaque frontale sur le Schellenberg serait coûteuse en vies humaines, mais il savait aussi que c'était la clef de la défense de Donauwörth et la seule manière de prendre rapidement la ville. Le duc donna l'ordre au général hollandais Goor d'attaquer dès que possible. Comme préliminaire à l'attaque, l'artillerie de Marlborough, commandée par le colonel Holcroft Blood, martela l'ennemi d'une position près de Berg. Les canons de d'Arco, situés au fort de Gustave Adolphe, ripostèrent à chacune de leurs salves.
Le colonel Blood observa que ses canons faisaient des ravages sur le plateau du Schellenberg, qui s'il offrait une position idéale pour l'artillerie, n'offrait qu'une protection limitée à l'infanterie, qui attendait derrière les défenses le moment opportun pour tenter une sortie. 
De la Colonie, qui commandait cette infanterie, notera : « Ils ont concentré leur feu sur nous, et leur première salve a emporté le comte de la Bastide, de sorte que mon manteau en a été couvert de cervelle et de sang. » Malgré ce tir de barrage et en dépit de la perte de cinq officiers et de quatre-vingts grenadiers, De la Colonie jugea nécessaire de maintenir la position.

### Premier assaut de Marlborough

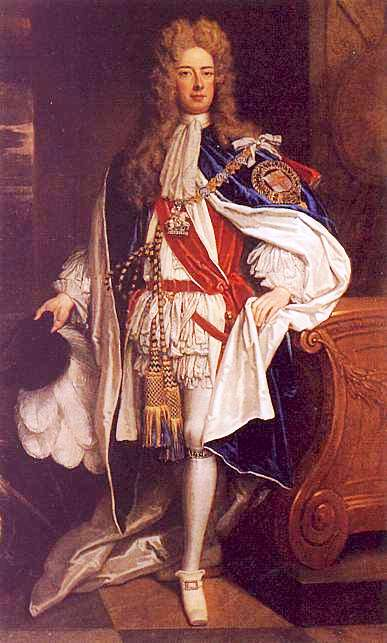
Le duc de Marlborough.

Parmi le gros des troupes alliées se trouva un petit groupe d'assaut formé de quatre-vingts grenadiers, des 1er English Foot Guards, (régiment de gardes à pied conduit par le capitaine John Mordaunt et le colonel Richard Munden, désignés pour signaler au commandement les points forts et les points faibles et diriger le tir. Bien que Mordaunt et Munden survécurent, bien peu parmi eux eurent l'espoir d'en revenir.
À dix-huit heures, derrière le groupe d'assaut, le corps principal de l'infanterie, essentiellement des grenadiers britanniques et néerlandais, monta à l'assaut. La marche disciplinée des attaquants vers le haut de la colline se transfora à mesure en une charge furieuse. « La rapidité de leurs mouvements, ainsi que leurs hurlements, étaient vraiment effrayants ». rapportera De la Colonie, qui, afin de noyer le tumulte, commanda de battre la charge. 
Les Alliés devinrent des cibles faciles pour les mousquets et les grenades à main jetées vers le bas de la pente par les Franco-Bavarois. Chaque soldat allié emporta avec lui des fascines, qui avaient été coupées au bois de Boschberg, pour jeter un pont sur les fossés défensifs. Cependant les fascines furent jetées par erreur dans un fossé constitué par les récentes pluies d'été au lieu des défenses bavaroises. 
Malgré cette erreur, les Alliés continuèrent leur attaque et rejoignirent les rangs bavarois, qu'ils affrontèrent dans un sauvage corps à corps. Derrière les défenses des gardes de l'électeur de Bavière, les hommes de De la Colonie soutiennent le choc de l'attaque de sorte que « le petit parapet qui sépare les deux forces soit devenu la scène de la lutte la plus sanglante qui puissent être imaginée ». Les forces anglo-néerlandais ne parvinrent pas à pénétrer les défenses et furent forcées de regagner leurs lignes. Le général Van Goor, qui avait mené l'attaque, fut parmi les victimes de l'assaut.

### Second assaut de Marlborough

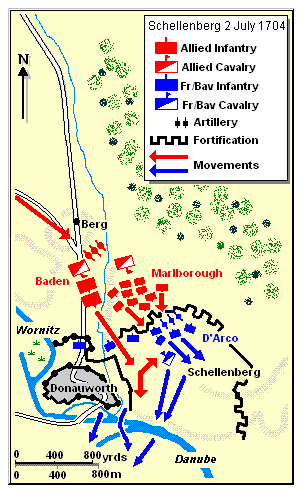
Le 2 juillet 1704, les forces de Marlborough sont deux fois repoussées à l'assaut du Schellenberg avant d'assaillir le flanc gauche des défenses franco-bavaroises entre la ville et la colline.

Le second assaut ne remporta pas plus de succès. Les commandants alliés furent obligés de mener personnellement leurs hommes, qu'ils eurent de nobreuses de difficultés à convaincre d'avancer sous un second déluge de mousqueterie et de grenades. 
Les Anglo-Néerlandais laissèrent encore de nombreux morts et de blessés à la palissade ennemie comme le comte von Styrum, qui menait la charge. Ils finirent par rompre les rangs et, dans la confusion la plus totale, furent une fois de plus repoussés en bas de la colline. Les grenadiers bavarois exultèrent et franchirent les défenses afin de poursuivre les attaquants à la baïonnette. La cavalerie britannique intervient à temps pour empêcher une déroute totale et contraint les Bavarois à regagner leurs lignes.

### Assaut du margrave de Bade

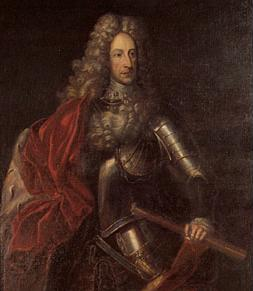
Le margrave de Bade.

Les assauts répétés poussèrent d'Arco à renforcer le sommet de la colline, à délaisser les défenses qui relient celle-ci aux murs de la ville et à laisser son flanc gauche presque sans défense et très vulnérable, ce que constata immédiatement Marlborough.
L'autre commandant allié, le margrave de Badem qui entra dans la bataille, une demi-heure après Marlborough, s'aperçut également de la bonne occasion et se dépêcha du hameau de Berg avec ses grenadiers pour attaquer là où la défense est la plus faible. 
À ce moment critique, le commandant de la garnison de Donauwörth retira ses hommes à l'intérieur de la ville et ferma les portes. Il ne put dès lors que tirer depuis ses murs. Les troupes du margrave de Bade, maintenant soutenues par huit bataillons de Marlborough, s'engouffrèrent alors dans la brèche et vinrent facilement à bout des deux bataillons d'infanterie et de la poignée de cavaliers, qui défendaient encore le secteur entre le Schellenberg et la ville.
Comprenant le danger, d'Arco se dépêcha de rallier ses dragons français, tenus en réserve en arrière de la colline, pour refouler les assaillants. Cependant, trois compagnies des grenadiers de Bade concentrèrent sur eux leurs attaques et les forcent à se retirer. Cette action coupa d'Arco de sa force principale, qui résistait toujours violemment au sommet de la colline. Il se dirige alors vers la ville, où, selon De la Colonie, « il a eu une certaine difficulté à entrer due à l'hésitation du commandant pour ouvrir les portes. »

## Conséquences

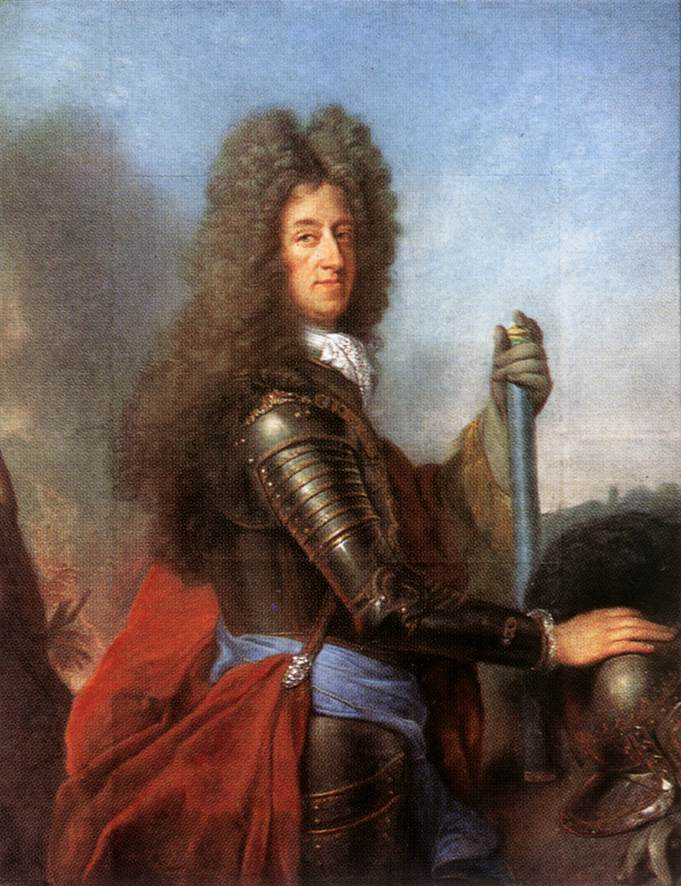
L'électeur de Bavière.

La prise de Schellenberg représenta une victoire importante pour la Grande Alliance en lui assurant, en effet, un point de passage sur le Danube et une base de ravitaillement pour l'armée de Marlborough. Elle permit de fait aux Alliés de poursuivre leurs opérations en Bavière au cours de l'année 1704. La bataille avait duré deux heures et fait environ treize mille victimes.
De la Colonie fut l'un des rares rescapés qui avait réussi à s'échapper. Maximilien-Emmanuel de Bavière y avit perdu la plupart de ses meilleurs éléments. La destruction du corps de d'Arco sema un doute profond quant à la capacité des forces franco-bavaroises à s'opposer à l'avance des Alliés. Très peu des hommes qui avaient défendu le Schellenberg rejoignirent l'armée de l'électeur de Bavière et du maréchal de Marsin. Parmi eux cependant, furent d'Arco et son adjoint, le marquis de Maffei. Les deux défendront le hameau de Lutzingen pendant la bataille de Blenheim. 
Des vingt-deux mille hommes engagés parmi les aAliés, quelque cinq mille furent blessés et encombrèrent les hôpitaux que Marlborough avait fait établir à Nördlingen. Parmi les morts, on comptait six lieutenants-généraux, quatre généraux et vingt-huit généraux de brigade, colonels et lieutenants-colonels, y compris le comte von Styrum, ce qui témoigne de l'engagement des officiers à conduire eux-mêmes leurs hommes dans les assauts. Aucune autre action de la guerre de Succession d'Espagne ne fit autant de victimes parmi les officiers.
La victoire permit aux Alliés de capturer, outre les drapeaux des régiments de De la Colonie, tous les canons de Schellenberg, les munitions, bagages et un riche butin. Cependant, le nombre élevé de victimes causa la consternation dans toute la Grande Alliance. À La Haye, on frappa une médaille montrant sur une face le margrave de Bade et sur laquelle il ne fut aucunement mention du duc de Marlborough. L'empereur Léopold, cependant, écrivit personnellement à Marlborough : « Rien ne peut être plus glorieux que la célérité et la vigueur avec lesquelles vous avez forcé le camp de l'ennemi à Donauwörth. » 
Le colonel du Bordet abandonna Donauwörth la nuit même. L'électeur de la Bavière, qui était arrivé avec des renforts, en vue de la bataille, ne put que constater le massacre de ses meilleures troupes, replia ses garnisons derrière le Lech, près d'Augsbourg. 
Marlborough ne sut tirer parti de la prise de Donauwörth pour s'attaquer à Augsbourg ou Munich puisqu'il manquait de canons de siège. Après Schellenberg, aucun commandant allié n'attaqua frontalement une ville. Rain am Lech, à onze kilomètres de Donauwörth, ne tomba que le 16 juillet, après un siège en bonne et due forme.